# Amt Steyerberg
Das Amt Steyerberg war ein historisches Verwaltungsgebiet der Grafschaft Hoya bzw. des Fürstentums Calenberg.

## Geschichte
Das Amt geht auf die hoyaische Grenzfestung Steyerberg und ihr Zubehör zurück, die 1314 endgültig in den Besitz der Grafen von Hoya und nach deren Erlöschen (1582) an die Welfen gelangte. Der kleine Amtssprengel wurde 1709 um das Amt Liebenau zu einem Amt Steyerberg-Liebenau erweitert. 1829 wurde das Amt aufgehoben. Die zum alten Amt Steyerberg gehörigen Gemeinden fielen an das Amt Stolzenau, die Gemeinden des früheren Amts Liebenau an das Amt Nienburg.

## Gemeinden
Das Amtfasste vor seiner Vereinigung mit dem Amt Liebenau folgende Gemeinden:
| - Bruchhagen - Deblinghausen - Düdinghausen - Hesterberg | - Sarninghausen - Steyerberg - Voigtei |

- Karte mit allen verlinkten Seiten:
- OSM |
- WikiMap